# 1675 Simonida
1675 Simonida è un asteroide della fascia principale del diametro medio di circa 11,08 km. Scoperto nel 1938, presenta un'orbita caratterizzata da un semiasse maggiore pari a 2,2331976 UA e da un'eccentricità di 0,1256311, inclinata di 6,79510° rispetto all'eclittica.
Il nome dell'asteroide in serbo è simbolo di bellezza, ed è collegato alla figura di una principessa della Serbia medievale.